# Charles Gordon-Lennox, 10.º Duque de Richmond
Charles Henry Gordon-Lennox, 10.º Duque de Richmond, 10.º Duque de Lennox e 5.º Duque de Gordon (29 de setembro de 1929 – 1 de setembro de 2017) foi um pariato britânico, o único no país a ser o detentor de três ducados diferentes. Gordon-Lennox foi o filho mais velho de Frederick Gordon-Lennox, 9.º Duque de Richmond, e sua esposa Elizabeth Grace Brassey, herdendo os três ducados depois da morte de seu pai em 1989.
Gordon-Lennox estudou no Eton College e depois se alistou no exército, chegando à patente de segundo-tenente em 1949 do Corpo de Fuzileiros Reais. Ao sair do exército em 1950 ele estudou no William Temple College, se formando em economia.
Ele já teve vários cargos civis, de négocios e até religiosos, incluindo sínodo geral da Igreja Anglicana entre 1960 e 1980, comissário da igreja de 1963 até 1976 e chanceler da Universidade de Sussex entre 1985 e 1998. Gordon-Lennox também foi Deputy Lieutenant de West Sussex de 1975 a 1990 e Lord-Lieutenant entre 1990 e 1994.
Gordon Lennox se casou em 26 de maio de 1951 com Susan Monica Grenville-Grey, com quem têm três filhos: Ellinor Caroline, Charles, Conde de March e Kinrara; e Louisa. O casal também têm dois filhos adotados: Maria e Naomi.